# NGC 4273
NGC 4273 ist eine Balken-Spiralgalaxie mit ausgedehnten Sternentstehungsgebieten vom Hubble-Typ SBc im Sternbild Jungfrau nördlich der Ekliptik. Sie ist schätzungsweise 103 Millionen Lichtjahre von der Milchstraße entfernt und hat einen Durchmesser von etwa 70.000 Lichtjahren. Die Galaxie wird unter der Katalognummer VVC 382 als Teil des Virgo-Galaxienhaufens gelistet.

Gemeinsam mit NGC 4259, NGC 4268, NGC 4270, NGC 4277, NGC 4281 und IC 3153 bildet sie die Galaxiengruppe Holm 368.
Die Supernovae SN 1936A, SN 1936A (Typ-IIP) und SN 2008N (Typ-II) wurden hier beobachtet.
Das Objekt wurde am 17. April 1786 von William Herschel entdeckt.